# DJF1型电力动车组
DJF1“中原之星”电力动车组是中国铁路的动力分散式电力动车组车型之一，由株洲电力机车厂、株洲电力机车研究所、青岛四方机车车辆厂、郑州铁路局于2001年联合研制，采用交流传动技术、IGBT牵引变流器，最高运营速度为160公里/小时。“中原之星”列车于2001年11月投入运营，担当郑州至武汉间的城际列车，至2006年6月退出运营。

## 发展历史

### 研制
从1990年代末起，在中国铁路大提速的背景之下，为了满足铁路客运的需求，中国的机车车辆制造企业先后应南昌铁路局、哈尔滨铁路局、上海铁路局、昆明铁路局、广州铁路集团等的要求，研制开发了一系列不同类型的柴油动车组和电力动车组。2000年7月3日，郑州铁路局与株洲电力机车厂、株洲电力机车研究所、青岛四方机车车辆厂正式签订了合作协议，联合开发一列最高运营速度为160公里/小时、采用交流传动技术的动力分散式电力动车组，列车造价达3600万元人民币。2001年6月18日，中华人民共和国铁道部、中国南方机车车辆工业集团公司在北京召开了动力分散型交流传动电力动车组技术设计审查会，通过了动车组的技术设计方案。
经铁道部确定，这种新型电力动车组被正式定型为DJF1型，“D”、“J”、“F”三个英文字母分别代表电力动车组、交流传动、动力分散。列车采用“四动二拖”的6辆编组，包括2辆软座车、4辆硬座车，最高运营速度为160公里/小时。在研制过程中，郑州铁路局并派出了一批技术人员参与到动车组的设计，提出了鼓型车体、操纵台位置、导流罩等意见。

### 试验
2001年9月21日，被命名为“中原之星”的DJF1型电力动车组与DJ2型“奥星”电力机车同时在株洲电力机车厂举行了竣工剪彩仪式，时任中国铁道部副部长蔡庆华、湖南省副省长郑茂清、郑州铁路局局长冯凌云、副局长徐宜发等参加了典礼。“中原之星”列车出厂后，随即赴中国铁道科学研究院北京环形铁道试验基地进行编组调试，并完成了各种型式试验和安全评估试验。同年10月19日，“中原之星”列车离开北京前往郑州。2001年10月23日，在中国铁道部、株洲电力机车厂、郑州铁路局等单位的组织下，“中原之星”电力动车组开始在京广铁路连续进行了为期4天的试运行，试验运行区段为郑州—许昌—小商桥—武昌；10月23日上午“中原之星”列车进行了首次正线试验，但刚运行不久便发现了过分相功能的逻辑控制存在问题；经过技术人员连夜研究，终于在24日凌晨解决了问题。10月26日列车完成了正线试验，期间共计行程2815公里，最高试验速度达到178公里/小时。与此同时，为了满足电力动车组的日常维修和保养需要，郑州客车车辆段郑州客技站并为此新建了一条全长560米的检修地沟，专供“中原之星”列车使用。
2001年11月4日，时任中共中央总书记、国家主席江泽民在铁道部部长傅志寰等人陪同下，于石家庄电力机务段视察了“奥星”电力机车和“中原之星”电力动车组，并肯定了株洲电力机车厂自己研制拥有自主知识产权的电力机车的做法。

### 运用
2001年11月18日，“中原之星”列车正式投入运营，担当郑州与武昌之间的T491/492次城际特快列车，T491次列车每天早上7时28分从郑州始发，下午1时37分到达武昌；T492次列车下午2时54分从武昌返回，晚上9时10分到达郑州，中途经停孝感、信阳、驻马店、漯河、许昌等站，单程运行时间比原来缩短3小时。同年12月28日，郑州铁路局调整列车运行图，使用“中原之星”列车增开郑州至汉口的T501/502次特快列车，并执行新的运行时间，T501次列车每天早上7时43分从郑州发车，下午12时59分到达汉口；T502次列车下午15时50分从汉口发车，晚上21时10分到达郑州，全程只需5小时20分，比过去缩短45分钟，中途只停信阳一站；而同时T491/492次列车恢复使用25K型双层客车。
“中原之星”列车投入运用初期采用6辆编组，列车定员为548人，全程软座、硬座票价分别为119元、76元人民币。由于乘客需求大而车厢数量不足，导致T501/502次列车运营中亏损严重。即使列车每天的上座率都达到100％，其客票收入在扣除线路使用费、电力机车牵引费、车站旅客服务费等费用后，平均每天仍然要亏损近3万元。为了增强运输能力、提高成本效益，郑州铁路局于2002年初与株洲电力机车厂、株洲电力机车研究所、四方机车车辆厂签订了列车扩编改造合同，将原来6辆编组扩大为14辆编组，载客定员增加到1398人；为此“中原之星”列车从2002年5月11日开始停运，并送返青岛进行改造。同年7月8日，车辆在四方厂落成后，送往株机厂进行电气设备安装、列车编组和编组调试。此外，根据郑州铁路局要求，所有车厢均同时加装真空集便装置、空调应急供电、液晶电视等设备。“中原之星”列车完成扩编改造后，于2002年9月8日返回郑州，并进行了列车动力学和列车制动系统的补充试验；并于同年9月28日即十一黄金周前夕再度投入服务，同时T491/492次列车停运。
“中原之星”电力动车组上线运行以来，运行情况一直不太不稳定，经常发生各种故障，其中牵引变压器、辅助变流器、辅助充电机、列车供电柜、列车网络微机控制系统等方面的问题相对较多。列车多次在运行途中“抛锚”，不仅严重影响了列车正点运行，也导致旅客不满、铁路部门形象受损。当“中原之星”列车出现故障而无法运行时，除了以机车救援牵引外，在条件容许的情况下也会采用摘解故障车辆的办法。例如在2004年9月5日，武昌开往郑州的T502次列车行至孝感市境内时出现故障，原因为第10节车厢一电机轴承固死，铁路部门把部分车厢的乘客分流到其他车厢后，将第三动力单元的第8～10号车厢摘解，列车按11辆重新编组后载着千余名乘客继续运行至郑州。而“中原之星”列车进行维修或返厂大修时，郑州铁路局会使用25K型双层客车担当T501/502次列车。
截至2005年11月，“中原之星”电力动车组已运行180余万公里，运送旅客190余万名。2006年6月起，T501/502次列车开始固定采用25K型双层客车担当，而“中原之星”列车被封存于郑州客技站，后来又曾经一度转移至黄河迎宾馆铁路专用线封存。2007年6月，“中原之星”列车被送返南车青岛四方机车车辆股份公司封存，其后充当零件车，当中部分转向架后来被拆除。2020年7月，中车四方旧厂房拆卸，“中原之星”除其中四卡获保留外，其余车厢在厂房拆卸工程时被一并拆解。至于保留的拖卡及前后头车，将于稍后送往北京铁博作永久保存。

## 技术特点

### 总体结构

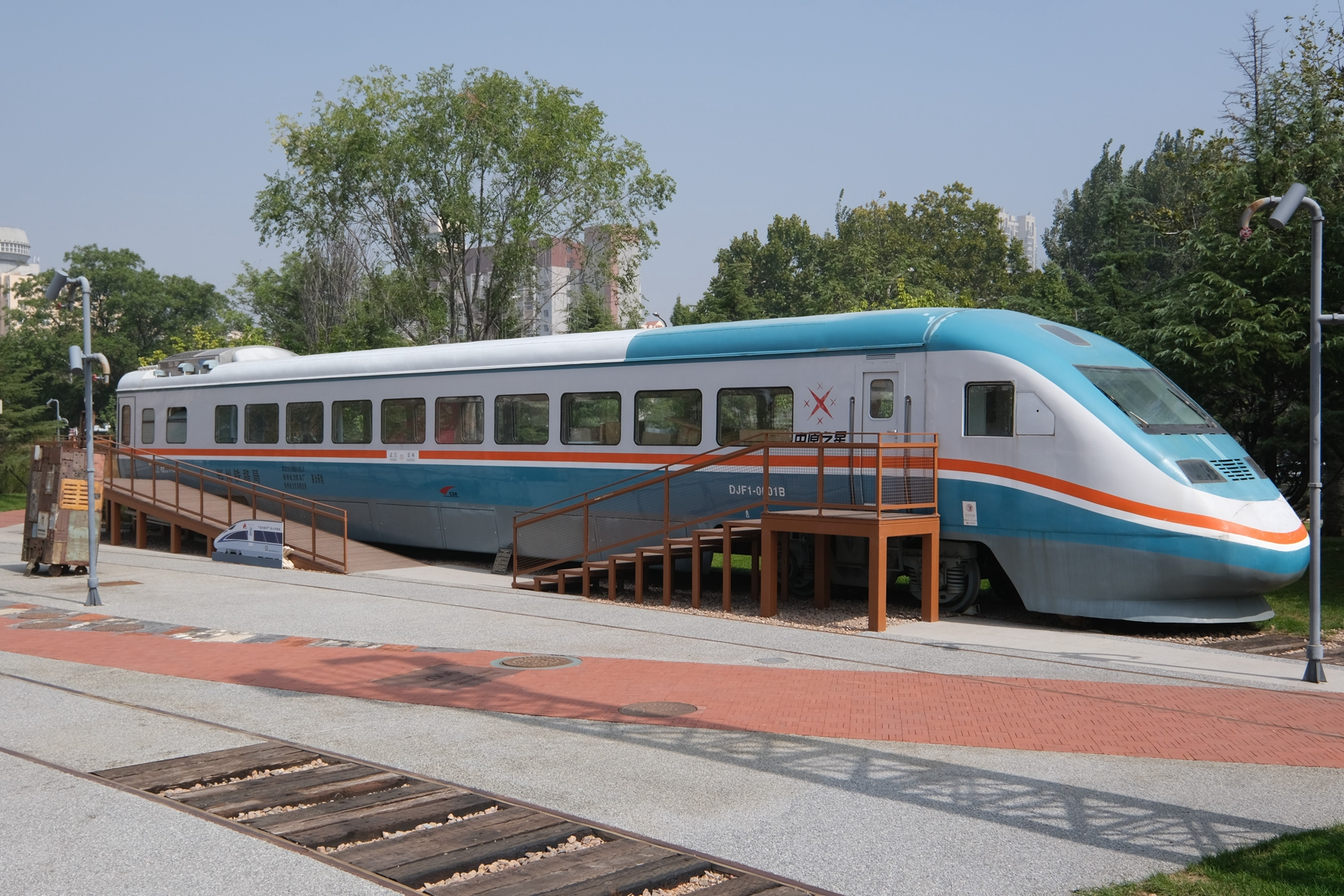
中原之星DJF1-0001B中控车

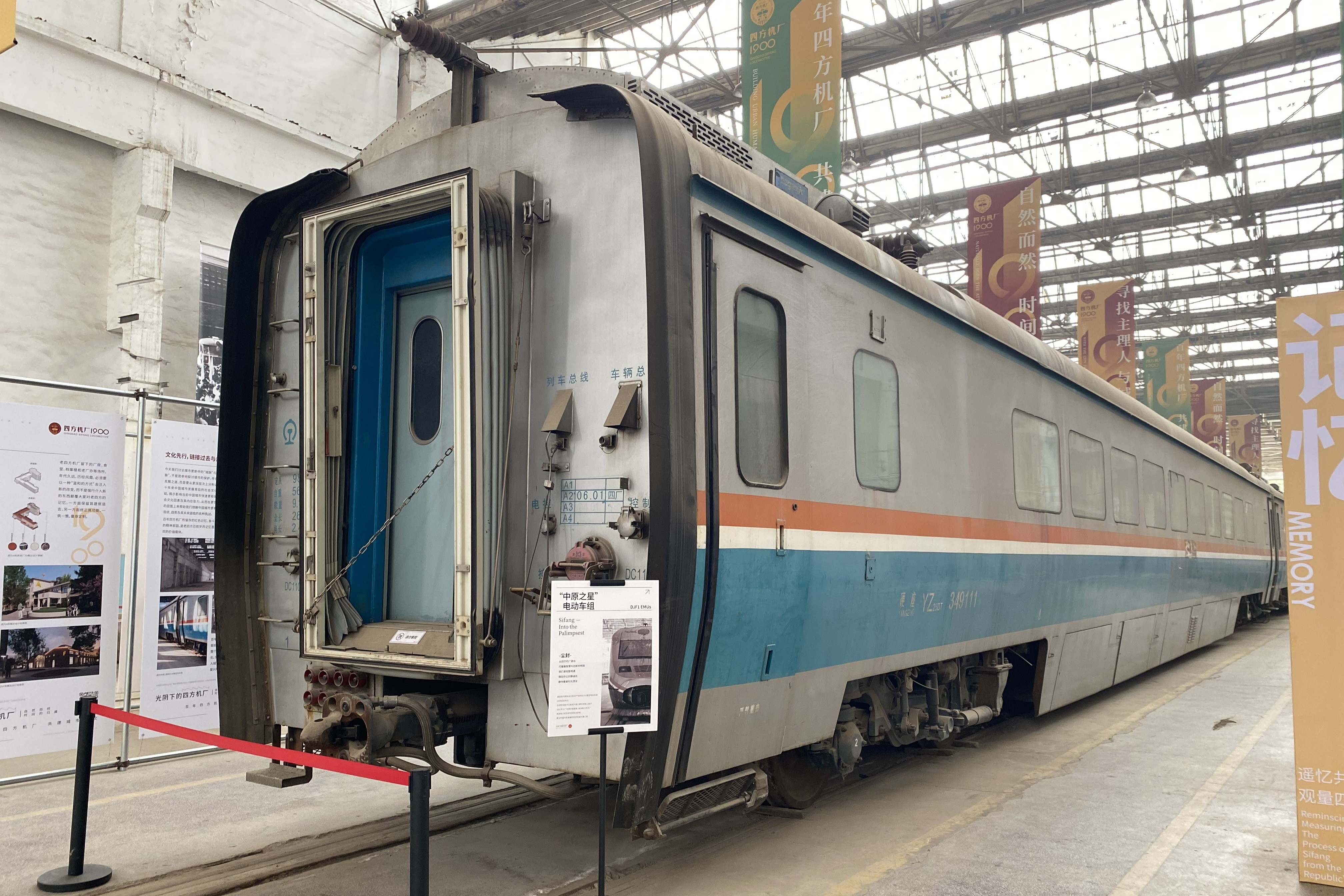
中原之星客车

DJF1型“中原之星”电力动车组为动力分散式列车组，采用每“两动一拖”共3节车厢作为一个基本动力单元，列车具有编组灵活、控制简单的特点，可根据实际需要以基本动力单元为单位对列车扩大编组。“中原之星”列车早期采用“四动二拖”6节编组，由两个基本单元组成，其中包括2辆带司机室的动力头车、2辆带受电弓、变压器的中间拖车、2辆中间动车，全列车牵引功率为3,200千瓦。至2005年7月，列车完成扩编以后采用“八动六拖”的14节编组，由四个基本单元组成，增加了4辆中间拖车和4辆中间动车，牵引功率提高至6,400千瓦。列车采用高压连接及单弓受流技术，通过车顶高压电缆连接多个动力单元，列车运行时只需升起一个受电弓。
车厢车体采用鼓型断面、薄壁筒形整体承载的全钢焊接结构，并大量采用了铝合金型材、ABS树脂、聚碳酸酯合金板等轻量化材料。各车厢之间采用密接式车钩连接，车头采用流线型设计的整体玻璃钢结构，车体下部两侧并设有裙板。全列车仅2辆动力头车为软座车，其余中间车均为硬座车；软座车采用“2+2”可倾式座席布置；硬座车采用“2+3”座席布置，所有车厢均设有小型行李间、乘务员室、电茶炉、厕所，并采用国产电控气动外摆式塞拉门。

### 传动系统
“中原之星”电力动车组主电路采用交—直—交流电传动，每个动力单元由1辆装有主变压器的中间拖车，以及2辆装有牵引变流器和牵引电动机的动车组成。接触网导线上的25千伏工频单相交流电电流，经受电弓进入列车后，向各动力单元拖车上的主变压器供电；经过主变压器降压后分别向相邻2辆动车上的牵引变流器供电，先进入四象限脉冲整流器并整流为直流电，然后经过电压为1500伏的中间直流回路，再由PWM两点式电压型VVVF逆变器转换成三相交流电输出，向4台异步牵引电机独立供电，使牵引电动机产生转矩，将电能转变为机械能，经过齿轮的传递驱动轮对。
“中原之星”电力动车组采用株洲电力机车研究所开发的国产交流传动系统，包括大功率主变流器、异步交流牵引电动机、微机网络控制系统。TGA1型牵引变流器由四象限整流器、中间直流回路、PMW逆变器三个部分组成，变流器设计容量为1300kVA，功率控制器件为IGBT元件（3300V／1200A），冷却方式为铝散热器强迫风冷。JD112型牵引电动机为鼠笼式三相异步牵引电动机，额定功率为200千瓦，恒功速度范围较宽，采用直接转矩控制（DTC）。
列车的辅助电路分为前后两个各包含7节车厢的独立单元，采用集中整流、分散逆变的方式。每个单元内由变压器拖车上的供电整流器，分两路为7节车厢提供600伏直流电源，经由每节车厢设置的逆变器，将600伏直流电逆变为两路380伏交流电源，可为空调、电热、电茶炉以及照明等电器设备提供电源；并由110伏直流变压器提供控制电源。

### 控制系统
“中原之星”电力动车组采用了模仿Adtranz公司“MICAS-S2”系统的国产微机控制系统，应用了列车通信网络（TCN）标准。控制网络由三级构成，分别为列车总线、车辆总线、控制器总线；每个动力单元仅设置一个列车总线节点，列车总线通信采用频率偏移调制方式（FSK）屏蔽双绞线，通过网关与车辆总线交换信息。车辆总线用于连接动力单元内各种智能控制单元，通信介质为光纤。

### 转向架
“中原之星”电力动车组的转向架可分为动力车转向架（DDB-1）和拖车转向架（DTB-2）两种，两者除了驱动装置和制动装置的差别之外，其余部分均采用了相同结构。这两种转向架是由四方机车车辆厂在U型系列客车转向架（206KP、SW-160、SW-200等）基础上，借鉴了法国、德国高速列车转向架而研制而成的大曲囊空气弹簧无摇枕转向架，采用了气囊直径大、弹簧高度高的二系空气弹簧，车体重量直接坐落于空气弹簧上，通过低位Z型双拉杆牵引装置传递牵引力和制动力。转向架采用H形焊接结构构架、钢板组焊侧梁、德国SKF轴箱轴承。一系悬挂采用无磨耗转臂式弹性定位及轴箱弹簧；二系悬挂采用大柔度空气弹簧配垂向、横向、抗蛇行油压减振器的组合。动力车转向架（DDB-1）设有驱动装置，牵引电机采用架悬式全悬挂、通过鼓形齿轮联轴节驱动车辆。基础制动装置采用盘式制动（动力车为轮盘制动，拖车为轴盘制动）和停车储能制动。

### 列車編組
| 车厢号   | 1                        | 2               | 3                   | 4             | 5             | 6             | 7                   | 8                   | 9             | 10            | 11            | 12                  | 13              | 14                       |
| 车辆编号 | DJF1-0001A RZ25DD 110964 | YZ25DT 348274   | YZ25DD 348272       | YZ25DT 349110 | YZ25DD 349106 | YZ25DT 349111 | YZ25DD 349107       | YZ25DD 349108       | YZ25DT 349112 | YZ25DD 349109 | YZ25DT 349113 | YZ25DD 348273       | YZ25DT 348275   | DJF1-0001B RZ25DD 110965 |
| 车型     | 软座车                   | 硬座车          | 硬座车              | 硬座车        | 硬座车        | 硬座车        | 硬座车              | 硬座车              | 硬座车        | 硬座车        | 硬座车        | 硬座车              | 硬座车          | 软座车                   |
| 动力分布 | ●● ●●                    | 〇〇 〇〇       | ●● ●●               | 〇〇 〇〇     | ●● ●●         | 〇〇 〇〇     | ●● ●●               | ●● ●●               | 〇〇 〇〇     | ●● ●●         | 〇〇 〇〇     | ●● ●●               | 〇〇 〇〇       | ●● ●●                    |
| 动力单元 | ①                        | ①               | ①                   |               | ②             | ②             | ②                   | ③                   | ③             | ③             |               | ④                   | ④               | ④                        |
| 动力配置 | 动车 （Mc）              | 拖车 （Tp）     | 动车 （M）          | 拖车 （T）    | 动车 （M）    | 拖车 （T）    | 动车 （M）          | 动车 （M）          | 拖车 （T）    | 动车 （M）    | 拖车 （T）    | 动车 （M）          | 拖车 （Tp）     | 动车 （Mc）              |
| 主要设备 | 司机室 牵引电机          | 受电弓 主变压器 | 空气压缩机 牵引电机 |               | 牵引电机      | 主变压器      | 空气压缩机 牵引电机 | 空气压缩机 牵引电机 | 主变压器      | 牵引电机      |               | 空气压缩机 牵引电机 | 受电弓 主变压器 | 司机室 牵引电机          |
| 定员     | 68                       | 98              | 108                 | 102           | 108           | 102           | 108                 | 108                 | 102           | 108           | 102           | 108                 | 98              | 68                       |
| 备注     |                          |                 |                     | 扩编车厢      | 扩编车厢      | 扩编车厢      | 扩编车厢            | 扩编车厢            | 扩编车厢      | 扩编车厢      | 扩编车厢      |                     |                 |                          |